# Абдул Рахман
Тунку Абдул Рахман Путра аль-Хадж (малайск. Tunku Abdul Rahman Putra Al-Haj ibni Almarhum Sultan Abdul Hamid Halim Shah; 8 февраля 1903, Алор-Сетар, султанат Кедах — 6 декабря 1990, Куала-Лумпур) — первый премьер-министр независимой Малайской Федерации, c 1963 — Малайзии, принц (путра).

## Биография
Седьмой сын султана Кедаха (Северная Малайя) Абдул Хамида Шаха и его четвёртой жены, Че Манжалары, дочери тайского провинциального чиновника. Единокровный брат султана Бадлишаха. В детстве увлекался спортом, демонстрировал способности к учёбе. Учился в английской школе в Пинанге и в школе Дебсурин в Бангкоке. Получив от правительства Кедаха стипендию, отправился в Англию, где обучался в Кембриджском университете. В Англии запомнился в основном участием в вечеринках, а не успехами в учёбе. В 1925 году получил степень бакалавра и вернулся на родину, но его брат Тунку Ибрагим, в то время регент Кедаха, отправил его в Лондон учиться на юриста. Лишь много лет спустя, когда ему исполнилось 47 лет, смог получить допуск к юридической практике.
По возвращении на родину в 1931 году находился на государственной службе. Увлекался покером, гольфом, футболом и теннисом, разъезжал на красной спортивной машине, но в то же время ответственно подходил к своей работе. Пользовался одинаковым уважением со стороны двух этнических и религиозных групп населения — мусульман-малайцев и конфуцианцев-китайцев, умел улаживать между ними конфликты. Проникся проблемами крестьянского населения, направлял средства на осушение болот (являвшихся источником малярии) и улучшение инфраструктуры.
Во время японской оккупации Малайи (декабрь 1941—1945) — в администрации султаната в Кедахе. После войны получил наконец диплом юриста и работал в прокуратуре Куала-Лумпура.
В 1951 году возглавил Объединённую малайскую национальную организацию (ОМНО) — политическую силу, представлявшую малайскую общину страны. В 1955 году, после объединения трёх национальных партий (ОМНО, Китайской ассоциации Малайи и Индийского конгресса Малайи) в Союзную партию Малайи, стал её председателем. После победы Союзной партии на парламентских выборах 1955 года — главный министр и министр внутренних дел Малайской Федерации.
В январе 1956 года возглавлял делегацию на переговорах с британским правительством в Лондоне о безотлагательном предоставлении Малайе внутреннего самоуправления, а в дальнейшем — независимости. После провозглашения независимости 31 августа 1957 года остался во главе правительства, заняв посты премьер-министра и министра иностранных дел Малайской Федерации (с 1963 — Малайзии).
В 1961 году выдвинул план объединения Малайской федерации и колоний Великобритании Сингапура, Сабаха, Саравака и Брунея в Федерацию Малайзия. 16 сентября 1963 года объединение состоялось (без Брунея; Сингапур вышел из состава 9 августа 1965 года). В 1967 году Малайзия стала одним из учредителей Ассоциации стран Юго-Восточной Азии (АСЕАН).
В середине 1960-х годов в стране усилились межобщинные противоречия (особенно с принятием в 1967 году закона о языке, определившего в качестве официального малайский язык), которые привели в 1969 году к межэтническим столкновениям и введению чрезвычайного положения. Власть фактически перешла от правительства к Национальному оперативному совету во главе с заместителем премьер-министра Абдул Разаком, который в 1970 году и занял пост премьер-министра.
В 1969—1973 годах занимал пост генерального секретаря Организации «Исламская конференция».
В 1983 году Абдул Рахман был награждён Международной премией короля Фейсала

## Память об Абдул Рахмане
Абдул Рахман почитается в Малайзии как «отец независимости». Его резиденция в Куала-Лумпуре превращена в мемориал. Его именем названы:
- Национальный парк Тунку Абдул Рахман;
- Путраджая (Putrajaya: putra — «принц», jaya — «славный») — новый административный центр Малайзии (основан в 1995 году);
- Университет Тунку Абдул Рахмана в Куала-Лумпуре;
- стипендия для трёх докторантов в колледже Катарины Кембриджского университета (учреждена в 2003 году);
- Tunku Abdul Rahman — первая подводная лодка, закупленная Малайзией во Франции в 2009[5].

Абдул Рахман был изображён на почтовых марках:
- 1991 — марка в серии «Премьер-министры Малайзии»;
- 2003 — марка, выпущенная к 100-летию со дня рождения Абдул Рахмана.

Портрет Абдул Рахмана изображался и продолжает изображаться на всех банкнотах Малайзии.